# Constantin Oddo
Pour les articles homonymes, voir Oddo.
Paul Marie Constantin Oddo, né le 7 juin 1860 et mort le 21 juin 1926  à Marseille, est un médecin français, professeur à l'École de médecine de Marseille, membre correspondant de l'Académie nationale de médecine.

## Aperçu biographique
Fils d'un courtier de commerce et petit-fils d'Auguste Laforêt, il fait toute sa carrière à l'Hôtel-Dieu de Marseille, reçu interne en 1881. Il est l'élève d'Augustin Fabre (1836-1884), d'Auguste Villard (1832-1901) et du chirurgien François-Simon Sirus-Pirondi (1811-1908) dont il recueille les leçons de chirurgie pratique en 1880. Pendant l'épidémie de choléra frappant Marseille en 1884 alors interne d'Alphonse Trastour, il s'enferme plusieurs mois avec les malades dans l'hôpital créé dans le Parc du Pharo.
Au début de sa carrière, il s'illustre dans la lutte anti-tuberculeuse et s'intéresse particulièrement au développement des connaissances en neurologie: il assiste à la fondation de la Société française de neurologie à Paris en 1899. Il publie un important traité de médecine d'urgence en 1910 (qui connaîtra plusieurs traduction en langues étrangères, de multiples éditions, et poursuivies jusqu'en 1950 par son fils Jean Oddo médecin (1890-1970).
Au début des années 1920, il fonde une école privée d'infirmières "visiteuses de la tuberculose" (grâce aux subventions de l'Institut Rockefeller) dans laquelle Simone Sedan siégera au conseil d'administration.
Il est le grand-père du général Paul Oddo.

## Œuvres et publications
- Étude clinique sur la période de réaction du choléra[9], [Thèse de médecine no 198, Paris], A. Delahaye et E. Lecrosnier (Paris), 1886.
- «  Le diagnostic différentiel de la maladie des tics et de la chorée de Sydenham », in: La Presse médicale, 1899, 78, p. 189-91, Texte intégral.
- Maladies de la moëlle et du bulbe (non systématisées) : poliomyélites, sclérose en plaques, syringomyélie, Octave Doin (Paris), 1908.
- Prophylaxie antituberculeuse, fonctionnement et résultats de l’œuvre antituberculeuse de Marseille, impr. de C. Hérissey et fils (Évreux), 1907, in-8°, 6 p., lire en ligne sur Gallica.
- La Médecine d'urgence, Octave Doin (Paris), 1910.
- « Alcoolisme et accidents du travail », in: Paris médical, 1912, no 05, p. 287-89, Texte intégral.
- « Les névroses et les accidents du travail », in: Paris médical, 1912, no 07, p. 624-30, Texte intégral.

En collaboration
- avec François-Simon Sirus-Pirondi: Étude étiologique sur l'ulcère des pays chauds, impr. de Barlatier-Feissat (Marseille), 1887, in-8°, 19 p., lire en ligne sur Gallica.
- avec Léon Imbert: Tuberculose et traumatisme, Masson (Paris), 1912, in-8°, paginé 469-489, lire en ligne sur Gallica.
- avec Léon Imbert et P. Chavernac: Accidents du travail, guide pour l'évaluation des incapacités, [Préface de M. René Viviani], Masson (Paris), 1913, lire en ligne sur Gallica.

## Hommages et distinctions
- Officier de l'Instruction publique.
- Chevalier de la Légion d'honneur (1920).
- Élu le 20 février 1919 à l'Académie de Marseille.
- Élu membre correspondant non-résidant de l'Académie nationale de médecine le 30 mars 1909[10].